# Sailor Neptune
Sailor Neptune (セーラーネプチューン?, Sērā Nepuchūn) (nell'anime degli anni '90 chiamata in Italia Sailor Neptuno) il cui vero nome è Michiru Kaiou (海王 みちる?, Kaiō Michiru), è un personaggio di fantasia, creato per la stesura e l'animazione di Sailor Moon.
Appartiene al gruppo delle Guerriere Sailor ed è conosciuta in Italia come Milena. Il suo nome di battaglia è Sailor Neptuno nel doppiaggio italiano dell'anime storico e Sailor Nettuno negli albi pubblicati in Italia dalla Diamond, ed infatti Sailor Neptune rappresenta Nettuno, pianeta associato al mare, ed insieme a Haruka, Setsuna e Hotaru fa parte del gruppo di Guerriere del Sistema Solare Esterno. Ufficialmente compare per la prima volta all'inizio della terza serie.

## Aspetto e carattere
Michiru (sorgente) Kaiō (re del mare) spicca fra tutte per il suo carattere gentile, accomodante e molto calmo, al punto da sembrare a volte freddo. Ha degli splendidi capelli mossi color verde oceano, che richiamano le onde del mare, profondi occhi azzurri ed è molto bella. È una ragazza sofisticata, all'apparenza avvolta in un'aura di eleganza, che la fa sembrare quasi una nobildonna, a tratti snob. Anche Naoko Takeuchi ammise che Sailor Neptune era una donna molto raffinata, e che, a differenza della fidanzata  Haruka, non mostra un particolare attaccamento nei confronti di Usagi, almeno non di primo acchito. Inoltre, sembra sempre pronta a perdere ogni cosa purché l'umanità possa sopravvivere, rivelando così un carattere deciso e determinato che solo all'apparenza è nascosto dalla sua raffinatezza; tuttavia, proprio come Haruka, rimane un personaggio alquanto misterioso. Frequenta l'Istituto Mugen ed ha una spiccata passione per la pittura (solo nell'anime) e per la musica classica, tant'è che dipinge ed è un'abilissima violinista. Il suo colore preferito è il verde acqua, come cibo predilige il sashimi, ama nuotare e collezionare cosmetici. Il suo sogno è diventare una violinista di successo (nel manga pare che abbia già pubblicato dei cd e sia famosa).
Il suo violino è un prezioso stradivari chiamato "Marine Cathedral - La cattedrale del mare" e nel manga viene usato come arma.

## Trasformazioni e aspetti

### Sailor Neptune

Sailor Neptune nell'anime

Nella serie animata scopre di essere una guerriera sailor durante i suoi incubi relativi alla distruzione del mondo e anche in seguito saranno spesso i suoi sogni premonitori a guidarla nelle missioni (nel manga non è specificato come lei e Haruka abbiano acquisito i poteri). Nel corso delle varie saghe si presenta con vari titoli, fra cui Guerriera degli abissi marini" e Guerriera dell'abbraccio.
Insieme a Sailor Uranus e Sailor Pluto, Sailor Neptune detiene uno dei tre Talismani, lo Specchio, che possiede il potere di mostrare la vera natura delle cose, ed è utilizzato per disarmare i nemici. È in grado di sentire la voce del mare e di intuire quando è in tempesta, ovvero l'avvicinarsi di una catastrofe. Nei panni di Sailor Neptune acquista una valenza significativa più che altro durante la terza serie, meno nella quinta, giocando un ruolo fondamentale insieme alle compagne del Sistema Solare Esterno.

### Principessa Neptune

Simbolo di Nettuno

Durante Silver Millennium, Sailor Neptune era anche la principessa del suo pianeta. Insieme a Sailor Pluto e Sailor Uranus, aveva il compito di proteggere il regno dagli attacchi esterni al sistema solare. La Principessa Neptune viveva nel Triton Castle, ed indossava una veste verde acqua, come appare nell'atto 41 del manga. Non sembra che a quel tempo avesse già una relazione romantica con la Principessa Uranus.

## Poteri e attacchi
Nell'anime come armi e attacchi utilizza il Deep Submerge, in cui sfrutta la forza del mare, e il Deep Aqua Mirror (chiamato Specchio di Nettuno nell'adattamento italiano dell'anime anni 90 e Specchio d'Acqua Profonda in Sailor Moon Crystal) che può rivelare il vero aspetto di una persona e ovviamente del nemico, ma anche avvertire l'arrivo di un potenziale nemico dall'esterno del sistema solare. Questi sono i suoi due principali poteri nel manga e gli unici nell'anime.
Trasformazioni
| Formula originale               | Formula italiana (anime)       | Nome italiano (Crystal)                       | Formula italiana (manga)        | Uso nella serie |
| ------------------------------- | ------------------------------ | --------------------------------------------- | ------------------------------- | --------------- |
| Neptune Planet Power, Make Up!  | Potere di Nettuno, vieni a Me! | Potere planetario di Nettuno, trasformami!    | Neptune Planet Power, Make Up!  | anime/manga     |
| Neptune Crystal Power, Make Up! | n/a                            | Potere del Cristallo di Nettuno, trasformami! | Neptune Crystal Power, Make Up! | manga           |

Neptune Planet Power, Make Up!: al momento della trasformazione, primo fra tutti appare il simbolo astronomico di Nettuno e dopo aver ruotato su se stesso si ricongiunge al Lip Rod di Sailor Neptune che appare sullo sfondo, e Michiru lo afferra, mostrando delle unghie smaltate color acquamarina.
Emanando un'onda luminosa dello stesso colore, Sailor Neptune ruota su sé stessa per creare un cerchio che l'avvolge dal basso in una colonna d'acqua.
Viene mostrato il suo viso e un leggero strato di rossetto rosato appare nelle sue labbra, Sailor Neptune appare quindi nelle sue vesti di Guerriera, circondata dall'oceano, prima che assuma la sua posa definitiva.
Attacchi
| Nome originale                                                                         | Traduzione                                                                                   | Nome italiano (anime)        | Nome italiano (Crystal)                                                                         | Nome italiano (manga)                                                                  | Uso nella serie |
| -------------------------------------------------------------------------------------- | -------------------------------------------------------------------------------------------- | ---------------------------- | ----------------------------------------------------------------------------------------------- | -------------------------------------------------------------------------------------- | --------------- |
| Deep Submerge                                                                          | Immersione profonda                                                                          | Maremoto di Nettuno, azione! | Maremoto di Nettuno!                                                                            | Deep Submerge                                                                          | manga/anime     |
| Submarine Reflection (con il Deep Aqua Mirror)                                         | Riflesso subacqueo                                                                           | Riflesso di Nettuno, azione! | Riflesso Sottomarino!                                                                           | Submarine Reflection                                                                   | manga/anime     |
| Submarine Violon Tide (con il violino)                                                 | Corrente subacquea del violino                                                               | n/a                          | n/a                                                                                             | Submarine Violon Tide                                                                  | manga           |
| Galactica Violon Tide (con il violino)                                                 | Corrente galattica del violino                                                               | n/a                          | n/a                                                                                             | Galactica Violin Tide                                                                  | manga           |
| Sailor Planet Power Uranus! Neptune! Pluto! Mercury! Mars! Jupiter! Venus! Meditation! | Potere Planetario Sailor Uranus! Neptune! Pluto! Mercury! Mars! Jupiter! Venus! Meditazione! | n/a                          | Potere planetario Sailor: Urano! Nettuno! Plutone! Mercurio! Marte! Giove! Venere! Riflessione! | Sailor Planet Power Uranus! Neptune! Pluto! Mercury! Mars! Jupiter! Venus! Meditation! | manga/Crystal   |

Deep Submerge: per realizzare questo attacco, Sailor Neptune solleva in alto entrambe le braccia per creare una sfera, d'energia color azzurro, simile per forma di un pianeta circondato da un anello, ove riversa la potenza delle profondità marine che la circondano durante l'esecuzione.
Una volta formata, la sfera brilla ed emette il suono del pianeta di Nettuno, quindi la Guerriera ruota su sé stessa, mentre attorno le si innalzano colonne d'acqua, prima di lanciarla in direzione del nemico.
Submarine Reflection: attacco che prevede l'uso del Deep Aqua Mirror per colpire il nemico con un raggio di luce, che consente di svelare i suoi punti deboli, sollevatosi dalla sua superficie.
Submarine Violon Tide: per realizzare questo attacco, Sailor Neptune usa il suo violino per creare una marea d'energia con la quale colpire il nemico.

## Doppiatrici e attrici
Nella versione giapponese, Sailor Neptune è doppiata da Masako Katsuki e da Sayaka Ōhara (serie Crystal), mentre in quella italiana da Alessandra Karpoff (terza serie), da Patrizia Scianca (quarta e quinta serie) e da Giulia Franceschetti (serie Crystal).
Nella versione del musical è stata interpretata da 9 attrici: Kaoru Sakamoto (1994), Chikage Tomita (1994-1995), Miyuki Fuji, Hiroko Tahara (1996-1998), Sara Shimada (1998-1999), Yuhka Asami (1999-2002), Tomoko Inami (2003-2004), Takayo Oyama (2004-2005) e Sayaka Fujioka (dal 2015).
Non è mai apparsa nella versione live-action.